# Tir als Jocs Olímpics d'Estiu de 1924
Als Jocs Olímpics de 1924 celebrats a la ciutat de París (França) es van disputar deu proves de tir olímpic, totes elles en categoria masculina.
Les proves es realitzaren entre els dies 23 de juny i el 9 de juliol de 1924 entre les instal·lacions de Versalles, Reims, Châlons i Issy-les-Moulineaux. Aquesta fou l'última edició en la qual integraren el programa olímpic proves de tir olímpic per equips.

## Nacions participants
Hi participaren un total de 258 tiradors de 26 nacions diferents:
| - Argentina (8) - Àustria (6) - Bèlgica (14) - Canadà (6) - Dinamarca (7) - Egipte (1) - Estats Units (21) - Espanya (1) - Finlàndia (15) - França (22) - Grècia (7) - Haití (5) - Hongria (7) | - Itàlia (14) - Mèxic (2) - Mònaco (4) - Noruega (13) - Països Baixos (11) - Polònia (7) - Portugal (8) - Regne Unit (22) - Romania (5) - Sud-àfrica (7) - Suècia (19) - Suïssa (7) - Txecoslovàquia (18) |

## Resum de medalles
| Prova                                         | Or | Argent                                                                                                | Bronze |
| Pistola lliure, 25 m detalls                  | Henry Bailey                                                                                                  | Vilhelm Carlberg                                                                                      | Lennart Hannelius                                                                                            |
| Carrabina, 50 metres detalls                  | Pierre de Lisle                                                                                               | Marcus Dinwiddie                                                                                      | Josias Hartmann                                                                                              |
| Rifle lliure, 600 metres detalls              | Morris Fisher                                                                                                 | Carl Osburn                                                                                           | Niels Larsen                                                                                                 |
| Rifle lliure per equips detalls               | Estats UnitsRaymond Coulter · Joseph Crockett · Morris Fisher · Sidney Hinds · Walter Stokes                  | FrançaPaul Colas · Albert Courquin · Pierre Hardy · Georges Roes · Émile Rumeau                       | HaitíLudovic Augustin · Destin Destine · Saint Eloi Metullus · Astrel Rolland · Ludovic Valborge             |
| Tir al cérvol, tret simple detalls            | John Boles | Cyril Mackworth-Praed                                                                                 | Otto Olsen                                                                                                   |
| Tir al cérvol, tret simple per equips detalls | NoruegaEinar Liberg · Ole Lilloe-Olsen · Harald Natvig · Otto Olsen                                           | SuèciaOtto Hultberg · Mauritz Johansson · Fredric Landelius · Alfred Swahn                            | Estats UnitsJohn Boles · Raymond Coulter · Dennis Fenton · Walter Stokes                                     |
| Tir al cérvol, doble tret detalls             | Ole Lilloe-Olsen                                                                                              | Cyril Mackworth-Praed                                                                                 | Alfred Swahn                                                                                                 |
| Tir al cérvol, doble tret per equips detalls  | Regne UnitCyril Mackworth-Praed · Philip Neame · Herbert Perry · Allen Whitty                                 | NoruegaEinar Liberg · Ole Lilloe-Olsen · Harald Natvig · Otto Olsen                                   | SuèciaAxel Ekblom · Mauritz Johansson · Fredric Landelius · Alfred Swahn                                     |
| Fossa Olímpica detalls                        | Gyula Halasy                                                                                                  | Konrad Huber                                                                                          | Frank Hughes                                                                                                 |
| Fossa Olímpica per equips detalls             | Estats UnitsFrederick Etchen · Frank Hughes · Samuel Sharman · William Silkworth · John Noel · Clarence Platt | CanadàGeorge Beattie · John Black · Robert Montgomery · Samuel Vance · William Barnes · Samuel Newton | FinlàndiaWerner Ekman · Konrad Huber · Robert Huber · Toivo Tikkanen · Georg Nordblad · Karl Magnus Wegelius |

## Medaller
| Posició | País         | Or | Argent | Bronze | Total |
| 1       | Estats Units | 5  | 2      | 2      | 9     |
| 2       | Noruega      | 2  | 1      | 1      | 4     |
| 3       | Regne Unit   | 1  | 2      | 0      | 3     |
| 4       | França       | 1  | 1      | 0      | 2     |
| 5       | Hongria      | 1  | 0      | 0      | 1     |
| 6       | Suècia       | 0  | 2      | 2      | 4     |
| 7       | Finlàndia    | 0  | 1      | 2      | 3     |
| 8       | Canadà       | 0  | 1      | 0      | 1     |
| 9       | Dinamarca    | 0  | 0      | 1      | 1     |
| 9       | Haití        | 0  | 0      | 1      | 1     |
| 9       | Suïssa       | 0  | 0      | 1      | 1     |